# Daniel Carriço
Daniel Carriço, född 4 augusti 1988 i Cascais, Portugal, är en portugisisk fotbollsspelare. Carriço spelar som försvarare i Wuhan Zall.

## Karriär
Den 20 februari 2020 värvades Carriço av kinesiska Wuhan Zall.